# 赤岭路街道
赤岭路街道是中华人民共和国湖南省长沙市天心区下辖的一个街道。

## 行政区划
赤岭路街道下辖以下村级行政区划单位：
新丰社区、芙蓉南路社区、白沙花园社区、南大桥社区、广厦社区、新开管委村和书院路社区。